# Dona De Carli
Dona De Carli, nota anche con lo pseudonimo di Dona De-Carli (Locarno, 21 dicembre 1950), è una fotografa svizzera.
Dona De Carli, conosciuta anche come Dona De-Carli, è un'artista svizzera attiva nei campi della fotografia, il cinema, il video e la performance art. È cresciuta a Muralto e vive e lavora ancora oggi in Ticino.

## Biografia
Dal 1970 al 1974, Dona De Carli ha lavorato come assistente fotografa di René Groebli a Zurigo. Successivamente frequenta corsi di fotografia a Monaco e ad Arles e dal 1978 al 1979 studia scenografia all'Accademia delle Belle Arti di Brera a Milano. Successivamente si forma come cameraman presso la RSI Radiotelevisione svizzera. Negli anni Novanta è stata la prima donna operatore di ripresa per la televisione. Dal 1999 al 2002 ha diretto 12 cortometraggi (ritratti di diverse personalità) per conto della Radiotelevisione svizzera SRF nell'ambito del programma Voilà. Ha pubblicato resoconti su vari giornali e riviste, come la NZZ e il Tagesanzeiger. Dal 1976 De Carli lavora come fotografo freelance a Locarno e dal 1981 si occupa anche di video e performance art. Alla fine degli anni '90 è stata co-iniziatrice della prima organizzazione LGBTIQ+ del Ticino, Collegati a Bellinzona. Da quella è nato l’associazione Imbarco Immediato, che ancora oggi opera nella regione.

## Metodo di lavoro
De Carli è attratta da luoghi abbandonati che evocano una presenza-assenza simultanea. Nella sua opera Cà da l'Om (n. 1'113'267 – Centovalli)  (1995), ha fotografato interni di case disabitate, cercando di restituire luce alle ombre e memoria alla vita trascorsa. Utilizza tecniche fotografiche analogiche, camere stenopeiche, media digitali e la fotocamera del telefono cellulare. Nella mostra Exil (2009) al Museo Regionale delle Centovalli e del Pedemonte, ha esplorato il tema dell'emigrazione attraverso fotografie realizzate con una camera stenopeica nel Palazzo Tondü di Lionza e una videoinstallazione che includeva registrazioni audio di conversazioni tra la guardia costiera italiana e migranti.
«Nel mio lavoro è il processo creativo che mi seduce è l’andare nel profondo di un pensiero. Rivedo e riprendo lavori del passato, modificandoli, aggiungendo o togliendo nuove riflessioni, altri testi, e immagini inedite… una sorta di perpetuo “work in progress”, in continua tensione ed espansione.»

## Premi
Nel 1986 ha ricevuto la borsa di studio federale per le arti applicate e nel 1989 è stata riconosciuta dalla UBS Art Foundation.

## Mostre personali
- 1984: Tra il cielo e la terra, Galleria Dillo, Locarno
- 1989: Ritratti orientali, Galleria Clexidra, Lugano
- 1992: Prima che venga notte, Galleria Clexidra, Lugano
- 1995: Cadalom, Atelier Scala, Locarno
- 1997: Luogo incognito, Museo Etnografico delle Centovalli, Intragna
- 1999: C'è un silenzio tra due vie respiratorie... , Museo Etnografico delle Centovalli, Intragna
- 2004: Studio d'arte Christina del Ponte, Spazio Culturale La Rada, Locarno
- 2007: Les archives des yeux, Officinaarte, Magliaso
- 2007: Altro Sguardo - l'immagine delle donne, Casa Cavalier Pellanda, Biasca
- 2017: Dona De Carli, Museo Regionale delle, Centovalli, Intragna
- 2018: Cà da l'Om, Fondazione Diamante, Lugano

## Mostre collettive
- 1980: Cultura ticinese, Soletta, Waldegg
- 1984: Dona De Carli et al., Locarno, Galleria Dillo
- 1985: Quarta Triennale Internazionale di Fotografia TIP, Friburgo FR, Museo d'Arte e Storia di Friburgo
- 1986: Jacques Berthet, Dona De Carli, Christof Hirtler et al., Berna, Kornhaus
- 1986: Quotidien '86, Nyon VD, Galerie Focale
- 1987: Monte Verità, Locarno, Elysarion
- 1992: Momenti dell'essere, Leverkusen, grattacielo Bayer
- 1993: Le temps d'exister, Losanna VD, Musée de l'Elysée, Losanna
- 1996: Dona De Carli, PAM-Paolo Mazzuchelli, Brentonico, Palazzo Eccheli-Baisi
- 1997: Immagini della Fondation Suisse pour la Photographie, Vevey VD, Musée Suisse de l'appareil photographique
- 1998: Il senso dello zero. Colomba Amstutz, Dona de Carli, Marcel Dupertuis, Monte Carasso, Antico monastero delle Agostiniane
- 2006: 1/4 di secolo. Fotografia Ticinese 1980-2005, Locarno, Galleria d'Arte Fondazione Patrizio Patelli
- 2009: Imago_Lo. 9,5 km2 per 9 fotografi, Losone, Bluvanoni, spazio per l'arte contemporanea
- 2009: Esilio con Anna Mueller, Museo Regionale delle, Centovalli, Intragna
- 2014: Dona de Carli, Erika Diserens, Gerda Ritzmann. Mostra Centro culturale Elisarion, Minusio
- 2017: Oscillatione, OnArte, Minusio
- 2022: Icone Vegetali, Bellinzona, Museo Villa dei Cedri[7]

## Esposizioni itineranti
Il Ticino e i suoi fotografi / Das Tessin und seine Photographen / Le Tessin et ses photographes
- 1988: Lugano, Museo Cantonale d’Arte
- 1988: Zurigo, Schweizerische Stiftung für die Photographie im Kunsthaus Zürich
- 1989: Parigi, Centre Culturel Suisse
- 1990: Losanna, Musée de l'Elysée
- 1990: Ludwigshafen, Ludwigshafener Stadtmuseum
- 1991: Friburgo in Brisgovia
- 1991: Kassel / Kiel / Norimberga / Colonia
- 1992: Bielefeld

24 photographes suisses au quotidien / 24 Schweizer Fotografen des Alltags / 24 fotografi svizzeri nel quotidiano
- 1990: Martigny, Le Manoir de la Ville de Martigny
- 1990: Neuchâtel, Hôtel de Ville de Neuchâtel
- 1990: Nyon, Galerie Focale
- 1990: Nyon, La Grenette
- 1990: Nyon, Galerie Fischlin
- 1990: Chiasso
- 1990/1991: Zurigo, Stadthaus Zürich

## Produzioni video
- 1999-2002: Cura la regia di 12 cortometraggi (ritratti di differenti personalità), su mandato della DRS (emissione Voilà):
  - Carte Blanche à Dona De-Carli: Giosanna Crivelli, Fotografin. Schweiz, Montagnola, TI: Porträt der Fotografin Giosanna Crivelli. 16.02.1999, 8 min.[8]
  - Carte Blanche à Dona De Carli: Risotto. Schweiz, Ponte Brolla, TI: Geschichte des Risotto und des Ristorante Centovalli. 11.05.1999, 9 min.[9]
  - Carte blanche à Dona De Carli. Schweiz, Val Onsernone, TI: Porträt Musikgruppe Vent Negro. 29.06.1999, 8 min.[10]
  - Carte Blanche à Dona De Carli, Schweiz, Cevio, TI: Der Garten des Grafikers Renato Tagli, 07.12.1999, 6 min.[11]
- 2002: Cura la regia, camera e suono di Intimo, cortometraggio, Expo svizzera, su mandato del Canton Turgovia[6]
- 2005-2008: Cura la fotografia di Tell Mama e Happy End, cortometraggi con la regia di Fabienne Buetti[5]

## Videoinstallazioni
- 1998: I have a blues in my mind (5’10’’)[5]
- 2000: Le Désir, la Raison (4’10’’)[6]
- 2004: Ritmo (9’33’’)
- 2008: Pizzo Vogorno (1’40’’)
- 2009: Nel lavatory da Lionza (3’55’’)